# La meua gran boda italiana
La meua gran boda italiana (títol original en alemany, Maria, ihm schmeckt’s nicht!) és una pel·lícula de 2009 dirigida per Neele Vollmar, basada en la novel·la homònima de Jan Weiler. S'ha doblat al valencià per a À Punt.